# Nurma (stacja kolejowa)
Nurma (ros. Нурма) – stacja kolejowa w miejscowości Nurma, w rejonie tośnieńskim, w obwodzie leningradzkim, w Rosji. Położona jest na linii Tosno - Szapki.